# Anisotes madagascariensis
Anisotes madagascariensis är en akantusväxtart som beskrevs av John Isaac Briquet. Anisotes madagascariensis ingår i släktet Anisotes och familjen akantusväxter. Inga underarter finns listade i Catalogue of Life.